# Konstantinos Tsilimparis
Kostantinos Tsilimparis (31 de julio de 1979, Kerkyra) es un jugador griego de balonmano que juega en la demarcación de portero en el Olympiacos. Fue internacional con la Selección de balonmano de Grecia, con la que disputó los Juegos Olímpicos de Atenas 2004.

## Biografía
Kostantinos Tsilimapris empezó a jugar al balonmano profesional en el año 1997 (cuando tan solo tenía 17 años), en el ASE Douka. Permaneció en ese equipo durante 9 campañas, siendo la estrella del equipo en las últimas 5 y consiguiendo dos ligas de Grecia. En la temporada 2006/07 recaló en el Algeciras Balonmano, donde compartió a la perfección la portería rojiblanca con Borko Ristovski.

## Palmarés

### Olympiacos
- Liga de Grecia de balonmano (2): 2018, 2019
- Copa de Grecia de balonmano (2): 2018, 2019

### Dikeas
- Liga de Grecia de balonmano (1): 2017

## Clubes
- ASE Douka (1997-2006)
- Algeciras Balonmano (2006-2008)
- Stralsunder HV (2008-2009)
- Pallamano Conversano (2009-2012)
- European University Cyprus (2012-2013)
- AEK Atenas (2013-2015)
- Bozen Loacker (2015-2016)
- AS Filippos Verios (2016)
- IEK Xini Dikeas (2016-2017)
- Olympiacos (2017- )